# It’s Showtime
It’s Showtime – holenderska organizacja, która promuje walki w kick-boxingu oraz MMA. Została założona w 1998 roku w Amsterdamie przez Simona Rutza. Jej pierwsza gala odbyła się rok później. Przy produkcji imprez sportowych współpracowała z mniejszymi promotorami, m.in. z Belgii, Włoch i Wielkiej Brytanii, a także z japońską organizacją K-1. Organizowała zawody na terenie całej Europy, choć głównym obszarem jej działalności była Holandia i Belgia. W czerwcu 2012 roku została kupiona przez swojego głównego konkurenta, powiązaną z Golden Glory organizację Glory Sports International i z końcem roku zakończyła działalność.

## Mistrzowie
Od 2008 roku It’s Showtime organizowała walki o mistrzostwo organizacji. Pojedynki odbywały się na zmodyfikowanych zasadach K-1 (5 rund po 3 minuty, zakaz backfistów) w ośmiu kategoriach wagowych.
| Kategoria      | Waga          | Mistrz                   | Mistrz                           | Okres                               |
| Kategoria      | Waga          | Nazwisko                 | Kraj                             | Okres                               |
| -------------- | ------------- | ------------------------ | -------------------------------- | ----------------------------------- |
| Ciężka         | powyżej 95 kg | Daniel Ghiță             | Rumunia                          | od 28 stycznia 2012                 |
| Ciężka         | powyżej 95 kg | Hesdy Gerges             | Holandia                         | 29 maja 2010 – 28 stycznia 2012     |
| Ciężka         | powyżej 95 kg | Badr Hari                | Maroko                           | 16 maja 2009 – 29 maja 2010         |
| MAX 95         | poniżej 95 kg | Danyo Ilunga             | DRK                              | od 6 marca 2011                     |
| MAX 95         | poniżej 95 kg | Tyrone Spong             | Surinam                          | 29 listopada 2008 – 5 stycznia 2011 |
| MAX 85         | poniżej 85 kg | Sahak Parparjan          | Armenia                          | od 21 maja 2011                     |
| Melvin Manhoef | poniżej 85 kg | Holandia                 | 29 sierpnia 2009 – 31 marca 2011 |                                     |
| MAX 77         | poniżej 77 kg | Artiom Lewin             | Rosja                            | od 18 grudnia 2010                  |
| MAX 77         | poniżej 77 kg | Cosmo Alexandre          | Brazylia                         | 13 marca 2010 – 16 listopada 2010   |
| MAX 77         | poniżej 77 kg | Dmitrij Szakuta          | Białoruś                         | 5 września 2008 – 13 marca 2010     |
| MAX 73         | poniżej 73 kg | L'houcine Ouzgni         | Maroko                           | od 28 stycznia 2012                 |
| MAX 73         | poniżej 73 kg | Yohan Lidon              | Francja                          | 14 maja 2011 – 28 stycznia 2012     |
| MAX 70         | poniżej 70 kg | Chris Ngimbi             | DRK                              | od 11 grudnia 2010                  |
| MAX 70         | poniżej 70 kg | Murat Direkçi            | Turcja                           | 8 lutego 2009 – 11 grudnia 2010     |
| MAX 65         | poniżej 65 kg | Orono Wor Petchpun       | Tajlandia                        | od 16 maja 2009                     |
| MAX 65         | poniżej 65 kg | Hassan El Hamzaoui       | Belgia                           | 14 marca 2009 – 16 maja 2009        |
| MAX 61         | poniżej 61 kg | Javier Hernandez Navarro | Hiszpania                        | od 18 czerwca 2011                  |
| MAX 61         | poniżej 61 kg | Karim Bennoui            | Francja                          | 26 marca 2011 – 18 czerwca 2011     |
| MAX 61         | poniżej 61 kg | Sergio Wielzen           | Surinam                          | 29 maja 2010 – 26 marca 2011        |